# ダイナマイトダディ
ダイナマイトダディ（欧字名:Dynamite Daddy、1988年4月12日 - 2020年6月22日）は、日本の競走馬、種牡馬。主な勝ち鞍に1991年の京成杯、1992年の中山記念、京王杯スプリングカップ。
全弟に2000年の毎日王冠などを制したトゥナンテがいる。
トウカイテイオー、レオダーバン、イブキマイカグラ、リンドシェーバーらと同期の1991年クラシック世代だったが、度重なる故障で大成を阻まれた「未完の大器」であった。栃栗毛に四白流星の派手なルックスを持つ。

## 競走馬時代
サクラユタカオーの初年度産駒として1990年11月に東京競馬場でのサラブレッド系3歳新馬戦にてデビュー。新馬戦・500万下と連勝し、朝日杯3歳ステークスへと向かう。これまでの先行策から一転し後ろからのレースを試みるも、直線で馬群を捌くのに手間取り5着に終わる。
翌1991年、京成杯では前からの競馬で危なげなく優勝、サクラユタカオー産駒初の重賞勝利となりクラシックに向け好発進を切る。しかしレース後、右前膝骨折にて全治6か月と診断されクラシック戦線は断念となった。
1992年復帰3戦目にて丸1年ぶりの勝利を上げると、東京新聞杯においても2着と好走する。主戦騎手だった増沢末夫が引退したため、中山記念より加藤和宏に鞍上がバトンタッチされることになった。その中山記念も快勝、続く京王杯スプリングカップでも先行抜け出しのレースで重賞2連勝を果たし、陣営が春の目標とする安田記念に向け大きく前進した。しかしその安田記念ではハイペースから前半に脚を使ってしまい、終い直線伸びず5着に終わる。安田記念のレース後に右前脚骨折を発症したため、ふたたび休養に入った。
1993年1月に帰厩、当初は復帰レースを同年4月の京王杯スプリングカップとしていたが、脚部不安の再発により復帰の構想は白紙に戻されることとなる。
結局1995年1月のアメリカジョッキークラブカップで2年8か月ぶりの復帰を果たすもすでに8歳、終始後方のまま9着に敗れ、このレースが引退レースとなった。

## 競走成績
以下の内容は、netkeiba.comおよびJBISサーチに基づく。
| 年月日 | 年月日 | 年月日 | 競馬場 | 競走名            | 格   | 頭数 | 枠番 | 馬番 | オッズ （人気） | オッズ （人気） | 着順 | 騎手     | 斤量 （kg） | 距離（馬場）  | タイム （上り3F） | タイム差 | 勝ち馬/（2着馬）       |
| 1990   | 11.    | 3      | 東京   | 3歳新馬           |      | 9    | 8    | 8    | 2.7             | （2人）         | 1着  | 仁平健二 | 54          | 芝1400m（良） | 1:23.5 (35.4)     | -0.4     | (スタビライザー)       |
|        | 11.    | 24     | 東京   | 3歳500万下        |      | 11   | 7    | 8    | 1.5             | （1人）         | 1着  | 増沢末夫 | 56          | 芝1600m（良） | 1:35.9 (36.0)     | -0.3     | （サバンナロジェ）     |
|        | 12.    | 9      | 中山   | 朝日杯3歳S        | GI   | 13   | 2    | 2    | 5.1             | （3人）         | 5着  | 増沢末夫 | 54          | 芝1600m（良） | 1:34.3 (36.1)     | 0.3      | リンドシェーバー       |
| 1991   | 1.     | 13     | 中山   | 京成杯            | GIII | 8    | 3    | 3    | 2.3             | （1人）         | 1着  | 増沢末夫 | 55          | 芝1600m（良） | 1:34.8 (35.8)     | -0.3     | (ビッグファイト)       |
|        | 11.    | 23     | 東京   | キャピタルS       | OP   | 17   | 8    | 16   | 13.9            | （6人）         | 12着 | 増沢末夫 | 54          | 芝1400m（良） | 1:23.3 (35.5)     | 1.0      | キオイドリーム         |
|        | 12.    | 21     | 中山   | クリスマスS       | OP   | 14   | 8    | 13   | 6.5             | （2人）         | 3着  | 増沢末夫 | 54          | 芝1600m（良） | 1:34.3 (35.9)     | 0.2      | スタビライザー         |
| 1992   | 1.     | 18     | 中山   | ニューイヤーS     | OP   | 12   | 1    | 1    | 2.3             | （1人）         | 1着  | 増沢末夫 | 55          | 芝1600m（良） | 1:33.4 (35.6)     | -0.4     | （ビーバップ）         |
|        | 2.     | 9      | 東京   | 東京新聞杯        | GIII | 10   | 8    | 10   | 1.7             | （1人）         | 2着  | 増沢末夫 | 55          | 芝1600m（良） | 1:34.6 (35.1)     | 0.2      | ナルシスノワール       |
|        | 3.     | 15     | 中山   | 中山記念          | GII  | 12   | 8    | 11   | 3.6             | （2人）         | 1着  | 加藤和宏 | 57          | 芝1800m（良） | 1:48.5 (34.7)     | -0.2     | （ニホンピロブレイブ） |
|        | 4.     | 25     | 東京   | 京王杯スプリングC | GII  | 13   | 4    | 5    | 6.1             | （3人）         | 1着  | 加藤和宏 | 57          | 芝1400m（良） | 1:21.6 (35.4)     | -0.1     | （バンブーパッション） |
|        | 5.     | 17     | 東京   | 安田記念          | GI   | 18   | 8    | 17   | 4.9             | （2人）         | 5着  | 加藤和宏 | 57          | 芝1600m（良） | 1:34.1 (36.1)     | 0.3      | ヤマニンゼファー       |
| 1995   | 1.     | 22     | 中山   | AJCC              | GII  | 10   | 3    | 3    | 81.1            | （8人）         | 9着  | 酒井健二 | 58          | 芝2200m（良） | 2:16.9 (36.4)     | 2.5      | サクラチトセオー       |

## 種牡馬時代
引退後は社台スタリオンステーション荻伏で種牡馬として供用されたが、有力産駒を出せずに繋養先を転々としていた。それでも毎年1頭から2頭の産駒を送り出していたが、2007年12月に種牡馬からも引退。その後は去勢された上で十勝軽種馬農協種馬所で功労馬として繋養されていたが、2020年6月22日に同所で死亡した。32歳没。
産駒で唯一繁殖入りしたオパールカップ勝ち馬のマイダイナマイトは、22歳となる2019年まで種付けが行われ、そのうち2頭が中央競馬のオープン特別競走を制している。

### 主な産駒
- 1996年産
  - ジェイエムルマン（笠松・新緑賞）[6]
- 1997年産
  - マイダイナマイト（盛岡・オパールカップ）[7]
  - ウインザゲーム（高崎・端午賞）[8]
- 2003年産
  - ピクシーストーン（札幌・春霞賞）[9]

### ブルードメアサイアーとしての主な産駒
- 2005年産
  - ショウナンカザン（淀短距離ステークス、シルクロードステークス2着、高松宮記念出走）
- 2020年産
  - ジョリダム（クローバー賞）

## 血統表
| ダイナマイトダディの血統                   | ダイナマイトダディの血統                                                                     | ダイナマイトダディの血統                                                                     | （血統表の出典）                                                                             | （血統表の出典）    |
| 父系                                       | テスコボーイ系                                                                               | テスコボーイ系                                                                               | テスコボーイ系                                                                               | [ § 2 ]             |
| 父 サクラユタカオー 1982 栗毛 北海道静内町 | 父の父*テスコボーイ Tesco Boy 1963 黒鹿毛 イギリス                                           | Princely Gift                                                                                | Nasrullah                                                                                    | Nasrullah           |
| 父 サクラユタカオー 1982 栗毛 北海道静内町 | 父の父*テスコボーイ Tesco Boy 1963 黒鹿毛 イギリス                                           | Princely Gift                                                                                | Blue Gem                                                                                     |                     |
| 父 サクラユタカオー 1982 栗毛 北海道静内町 | 父の父*テスコボーイ Tesco Boy 1963 黒鹿毛 イギリス                                           | Suncourt                                                                                     | Hyperion                                                                                     | Hyperion            |
| 父 サクラユタカオー 1982 栗毛 北海道静内町 | 父の父*テスコボーイ Tesco Boy 1963 黒鹿毛 イギリス                                           | Suncourt                                                                                     | Inquisition                                                                                  |                     |
| 父 サクラユタカオー 1982 栗毛 北海道静内町 | 父の母アンジェリカ 1970 黒鹿毛 北海道静内町                                                  | *ネヴァービート Never Beat                                                                   | Never Say Die                                                                                | Never Say Die       |
| 父 サクラユタカオー 1982 栗毛 北海道静内町 | 父の母アンジェリカ 1970 黒鹿毛 北海道静内町                                                  | *ネヴァービート Never Beat                                                                   | Bride Elect                                                                                  |                     |
| 父 サクラユタカオー 1982 栗毛 北海道静内町 | 父の母アンジェリカ 1970 黒鹿毛 北海道静内町                                                  | スターハイネス                                                                               | *ユアハイネス                                                                                | *ユアハイネス       |
| 父 サクラユタカオー 1982 栗毛 北海道静内町 | 父の母アンジェリカ 1970 黒鹿毛 北海道静内町                                                  | スターハイネス                                                                               | スターロツチ                                                                                 |                     |
| 母 ダイナサルーン 1981 栃栗毛 千葉県       | 母の父*ノーザンテースト Northern Taste 1971 栗毛 カナダ                                      | Northern Dancer                                                                              | Nearctic                                                                                     | Nearctic            |
| 母 ダイナサルーン 1981 栃栗毛 千葉県       | 母の父*ノーザンテースト Northern Taste 1971 栗毛 カナダ                                      | Northern Dancer                                                                              | Natalma                                                                                      |                     |
| 母 ダイナサルーン 1981 栃栗毛 千葉県       | 母の父*ノーザンテースト Northern Taste 1971 栗毛 カナダ                                      | Lady Victoria                                                                                | Victoria Park                                                                                | Victoria Park       |
| 母 ダイナサルーン 1981 栃栗毛 千葉県       | 母の父*ノーザンテースト Northern Taste 1971 栗毛 カナダ                                      | Lady Victoria                                                                                | Lady Angela                                                                                  |                     |
| 母 ダイナサルーン 1981 栃栗毛 千葉県       | 母の母シャダイクリアー 1972 栗毛 北海道白老町                                                | *ガーサント Guersant                                                                         | Bubbles                                                                                      | Bubbles             |
| 母 ダイナサルーン 1981 栃栗毛 千葉県       | 母の母シャダイクリアー 1972 栗毛 北海道白老町                                                | *ガーサント Guersant                                                                         | Montagnana                                                                                   |                     |
| 母 ダイナサルーン 1981 栃栗毛 千葉県       | 母の母シャダイクリアー 1972 栗毛 北海道白老町                                                | ペルルピーチ                                                                                 | *ライジングフレーム                                                                          | *ライジングフレーム |
| 母 ダイナサルーン 1981 栃栗毛 千葉県       | 母の母シャダイクリアー 1972 栗毛 北海道白老町                                                | ペルルピーチ                                                                                 | 隆勝 F-No.4-r                                                                                |                     |
| 母系(F-No.)                                | 4号族(FN:4-r)                                                                                | 4号族(FN:4-r)                                                                                | 4号族(FN:4-r)                                                                                | [ § 3 ]             |
| 5代内の近親交配                            | Hyperion4×5=9.38%、Nearco5×5=6.25%、Nasrullah4×5=9.38%〈父内〉、Lady Angela 5*4=9.38% (母内) | Hyperion4×5=9.38%、Nearco5×5=6.25%、Nasrullah4×5=9.38%〈父内〉、Lady Angela 5*4=9.38% (母内) | Hyperion4×5=9.38%、Nearco5×5=6.25%、Nasrullah4×5=9.38%〈父内〉、Lady Angela 5*4=9.38% (母内) | [ § 4 ]             |
| 出典                                       | 1. 2. 3. 4.                                                                                  | 1. 2. 3. 4.                                                                                  | 1. 2. 3. 4.                                                                                  | 1. 2. 3. 4.         |